# Oláh László (ügyvéd)
Landséri Oláh László (Buda, 1825. – Eperjes, 1857. április 5.) ügyvéd. 

## Életútja
Miután elvégezte jogi tanulmányait, ügyvédkedni kezdett; de az újabb szervezés következtében az ügyvédségtől elmozdították és Pesten ügynöki hivatalt állított fel. E téren sem boldogult, így szerencséjét Eperjesen kereste, ott is hunyt el.

## Munkái
- Magyar önügyvéd, vagyis mindennemű jogügyeletekbeni tanácsadó minden osztályú honpolgárok számára, gyakorlati ismertetésekkel s utmutatással a legujabb törvényeken alapuló jogviszonyok elintézésére, különösen pedig hogy kelljen szerződéseket kötni, folyamodásokat fogalmazni, okiratokat, mint: nyugtatványokat, meghatalmazványokat, kötleveleket, kötelezvényeket, bizonyítványokat, utalványokat, váltókat, végrendeleteket, stb. szerkeszteni; mely hatósághoz fordulni; ugy hogy ügyvéd segítsége nélkül minden jogügyek teljes biztossággal, jogérvényességgel s czélszerűen intéztethessenek el; több száz magyar és német példánynyal s példával felvilágosítva. Pest, 1853. (2. újból átdolgozott s az időközben megjelent újabb törvények alapján is tetemesen bőv. kiad. Pest, 1857.).
- Végrendelkezési és örökségi ügyekre vonatkozó összes törvények rendszeres és kimerítő magyarázata. Pest, 1854.
- Házasságkötés és elválás a jelen törvények értelmében. Utmutatások az eljegyzés, a házasságkötési képesség, a házassági akadályok, a házasság kihirdetésének szüksége és módja iránt, a kihirdetés alóli felmentés, az egybekelők miképeni nyilvánítása, a házasság, mely s minő lelkész előtti kötése iránt, a férj s nő különös s közös jogaik, a házasságnak érvénytelensége, az asztal és ágytóli elválás, az egyik félnek az elválásba be nem egyezése, a házastárs gonosz elhagyása, a házasság teljes felbontása, a holtnak nyilvánítás, az isméti egybekelés iránt a házassági egyezvények ú. m. hozomány, hitbér, nászajándék, özvegyi tartás, vagyon közösség, közös végrendeletek, örökszerződések iránt sat. Mindezen előadottak a római kath., az ágostai és helvét hitvallásnak, a görög egyesült s nem egyesültekre, valamint a zsidókra egyaránt vonatkoznak. Pest, 1854.
- A végrendeletek készítési módja. (A végrendelkezési és örökségi ügyeket tárgyazó terjedelmes munkájának kivonata). Pest, 1855.